# Coronatus
Coronatus — німецький симфо-фольк-метал-гурт із міста Людвігсбург, що був утворений вокалістом Георгіосом Грігоріядіс та барабанщиком Матом Куртом в 1999. Пісні виконані вокалом двох співачок, які контрастують між собою тембром та стилем; лише в альбомах «Recreatio Carminis» та «Secrets of Nature» фігурують пісні із вокалом трьох співачок.

## Музичний стиль
Гурт Coronatus наслідує стиль гуртів Nightwish та Epica. Тексти пісень виконані на англійській, німецькій та латинській мовах, а зміст сконцентрований на тематиках життя, міжособових стосунках, релігії та смерті. Музичний стиль дотримується мелодично-ритмічного готичного металу із впливами від симфонічного металу, паган-металу та середньовічного металу. Пісні виконанні двома співачками у різних стилях.

## Склад
Теперішні учасники
- Кармен Р. Лорч — вокал (2004–2010, 2013–дотепер)
- Габі Косс — вокал (2017–дотепер)
- Марейке Макош — вокал (2011-2014, 2017–дотепер)
- Мат Курт — барабани (1999–дотепер)

Колишні учасники
- Пінуу Ремус — клавіші (2013-2014)
- Георгіос Грігоріядіс — вокал (1999–2003)
- Мартін Гоез — бас-гітара (2002-2003)
- Олівер Штипула — гітари (2002-2003)
- Таня Івенз — вокал (2002-2003)
- Кріз ДіАнно — бас-гітара (2004-2009)
- Кларисса Дарлінг — гітари (2004–2005)
- Верена Шок — вокал (2004–2006)
- Воль Нілліс — гітари (2005–2007)
- Джо Ланг — гітари (2007–2011)
- Фабіан Меркт — клавіші (2005–2010)
- Ада Флечтнер — вокал (2007–2009, 2011–2014)
- Віола Шух — вокал (2006–2007)
- Міхаель Тойтч — бас-гітара (2006)
- Штефан Хефеле — бас-гітара (2006–2007)
- Якоб Тірш — гітари (2006)
- Тод Голдфінгер — бас-гітара (2009–2010)
- Ліса Лаш — вокал (2009–2010)
- Наталія Кемпін — вокал (2010–2011)
- Зімон Хассемер — клавіші (2011-2012)
- Арія Кераматі Норі — гітари (2009–2014)
- Дірк Баур — бас-гітара (2011-2014)
- Енні Малаес — вокал (2014–2017)
- Олівер Ді. — гітари (2014-2017)
- Зузанне Бахман — бас-гітара (2015-2017)
- Денніс Швахофер — клавіші (2015)

## Дискографія
Студійні альбоми
- 2007: Lux Noctis
- 2008: Porta Obscura
- 2009: Fabula Magna
- 2011: Terra Incognita
- 2013: Recreatio Carminis
- 2014: Cantus Lucidus
- 2015: Raben im Herz
- 2017: Secrets of Nature
- 2019: The Eminence of Nature
- 2021: Atmosphere

Демо-альбоми
- 2002: Von Engeln nur
- 2005: Promo CD

Збірники
- 2011: Best of
- 2012: Best of 2007–2011